# 小斯洛比德卡 (科德馬區)
47°54′20″N 29°17′2″E / 47.90556°N 29.28389°E
小斯洛比德卡（烏克蘭語：Мала Слобідка）是位於烏克蘭西南部的村莊，由敖德萨州波季利斯克区的斯洛比德卡市鎮負責管轄。該村始建於十七世紀，面積3.92平方公里，2001年人口581，人口密度每平方公里148.21人。